# Katira
Katira es un distrito del cantón de Guatuso, en la provincia de Alajuela, de Costa Rica.

## Historia
Katira fue creado el 19 de noviembre de 2008 por medio de Decreto Ejecutivo 34913-MG.

## Geografía
Katira cuenta con un área de 114,4 km² y una altitud media de 160 m s. n. m.

## Demografía
Para el año 2022, Katira cuenta con una población estimada de 6507 habitantes, y para el último censo efectuado, en 2011, Katira contaba con una población de 5127 habitantes.

## Localidades
- Poblados: Cabaña (parte), Colonia Naranjeña, El Valle, Florida, Las Letras, La Paz, La Unión, Llano Bonito Uno, Llano Bonito Dos, Palmera, Río Celeste, Tujankir Uno, Tujankir Dos.

## Transporte

### Carreteras
Al distrito lo atraviesan las siguientes rutas nacionales de carretera:
- Ruta nacional 4